# Kiriłł Korieńkow
Kiriłł Witaljewicz Korieńkow (ros. Кирилл Витальевич Кореньков; ur. 4 maja 1968 w Leningradzie) – rosyjski hokeista, trener hokejowy.

## Kariera zawodnicza
- SKA Leningrad (1987-1989)
- SKA Sankt Petersburg (1992-1997)
- Nieftianik Almietjewsk (1999)
- Spartak Petersburg (1999-2001)
- HK Homel (2001-2002)
- HK Lipieck (2002-2003)
- Spartak Petersburg (2003-2004)

Niespełna całą karierę zawodniczą był związany z klubami w rodzinnym Petersburgu, w tym z macierzystym SKA.

## Kariera trenerska
- SKA-1946 Sankt Petersburg (2010-2011) – asystent trenera
- Reprezentacja Polski (2012-2014) – trener bramkarzy
- SKA Sankt Petersburg (2014-2015) – trener bramkarzy
- Reprezentacja Polski (2015) – trener bramkarzy
- Saławat Jułajew Ufa (2015-2017) – trener bramkarzy
- Akademija Hokeja Ak Bars (2017) – trener bramkarzy
- 1928 KTH (2018-), trener bramkarzy

Po zakończeniu kariery zawodniczej podjął pracę trenerską. Jako asystent pracował w zespole SKA-1946 grającym w rosyjskiej juniorskiej lidze MHL.
We wrześniu 2012 został trenerem bramkarzy reprezentacji Polski Szkoleniowcami kadry zostali w tym roku Wiaczesław Bykow i Igor Zacharkin. Wraz z tymi trenerami w sezonie 2013/2014 rozgrywek Polskiej Hokej Ligi pracował w zespole 1928 KTH. Na przełomie kwietnia i maja 2014 wszedł z obydwoma do sztabu trenerskiego macierzystego klubu SKA. W lutym 2015 miejsce Korieńkowa na stanowisku trenera bramkarzy objął Marko Torenius, który w sezonie KHL (2014/2015) zdobył mistrzostwo KHL i Puchar Gagarina. Wcześniej, w lutym 2015 Korieńkow odszedł z klubu i powrócił na stanowisko trenera bramkarzy kadry Polski. Z reprezentacją Polski uczestniczył jako trener bramkarzy w turniejach mistrzostw świata 2013, 2014, 2015. W październiku 2015 został trenerem bramkarzy w Saławacie Jułajew Ufa (głównym trenerem klubu został wówczas Zacharkin). W marcu 2017 obaj odeszli z klubu. W 2017 został trenerem bramkarzy w Akademiji Hokeja Ak Bars w Kazaniu. Pod koniec stycznia 2018 został szkoleniowcem bramkarzy w polskim klubie 1928 KTH.